# Pomfret (Maryland)
Pomfret es un lugar designado por el censo ubicado en el condado de Charles en el estado estadounidense de Maryland. En el Censo de 2010 tenía una población de 517 habitantes y una densidad poblacional de 72,85 personas por km².

## Geografía
Pomfret se encuentra ubicado en las coordenadas 38°34′12″N 77°1′49″O / 38.57000, -77.03028. Según la Oficina del Censo de los Estados Unidos, Pomfret tiene una superficie total de 7.1 km², de la cual 7.1 km² corresponden a tierra firme y (0%) 0 km² es agua.

## Demografía
Según el censo de 2010, había 517 personas residiendo en Pomfret. La densidad de población era de 72,85 hab./km². De los 517 habitantes, Pomfret estaba compuesto por el 36.36% blancos, el 50.29% eran afroamericanos, el 8.32% eran amerindios, el 0.58% eran asiáticos, el 0% eran isleños del Pacífico, el 0.58% eran de otras razas y el 3.87% pertenecían a dos o más razas. Del total de la población el 1.16% eran hispanos o latinos de cualquier raza.